# Grimmia curviseta
Grimmia curviseta är en bladmossart som beskrevs av Bouman 1991. Grimmia curviseta ingår i släktet grimmior, och familjen Grimmiaceae. Inga underarter finns listade i Catalogue of Life.